# مایک لاولر
مایکل وینسنت لاولر (زاده ۹ سپتامبر ۱۹۸۶) سیاستمدار آمریکایی است که از سال ۲۰۲۳ به عنوان نماینده ایالات متحده برای منطقه هفدهم کنگره نیویورک خدمت می‌کند. از سال ۲۰۲۱ تا ۲۰۲۲، او یکی از اعضای جمهوری‌خواه مجلس ایالت نیویورک از ناحیه ۹۷ در شهرستان راکلند بود.
لاولر که اهل شهرستان راکلند است، از دبیرستان سافرن فارغ‌التحصیل شد. او مدرک لیسانس خود را در رشته حسابداری و مالی از کالج منهتن در سال ۲۰۰۹ به دست آورد. لاولر در کلاس فارغ‌التحصیلی خود به عنوان واعظ معرفی شد. لاولر اصالت ایرلندی و ایتالیایی دارد.